# Oreochromis amphimelas
Oreochromis amphimelas là một loài cá thuộc họ Cichlidae. Nó là loài đặc hữu của Tanzania. Các môi trường sống tự nhiên của chúng là hồ nước ngọt có nước theo mùa và hồ nước mặn.